# Leśnictwo (Żdżary)
Leśnictwo – część wsi Żdżary w Polsce, położona w województwie podkarpackim, w powiecie dębickim, w gminie Czarna.
W latach 1975–1998 Leśnictwo administracyjnie należało do województwa tarnowskiego.